# Greenstone

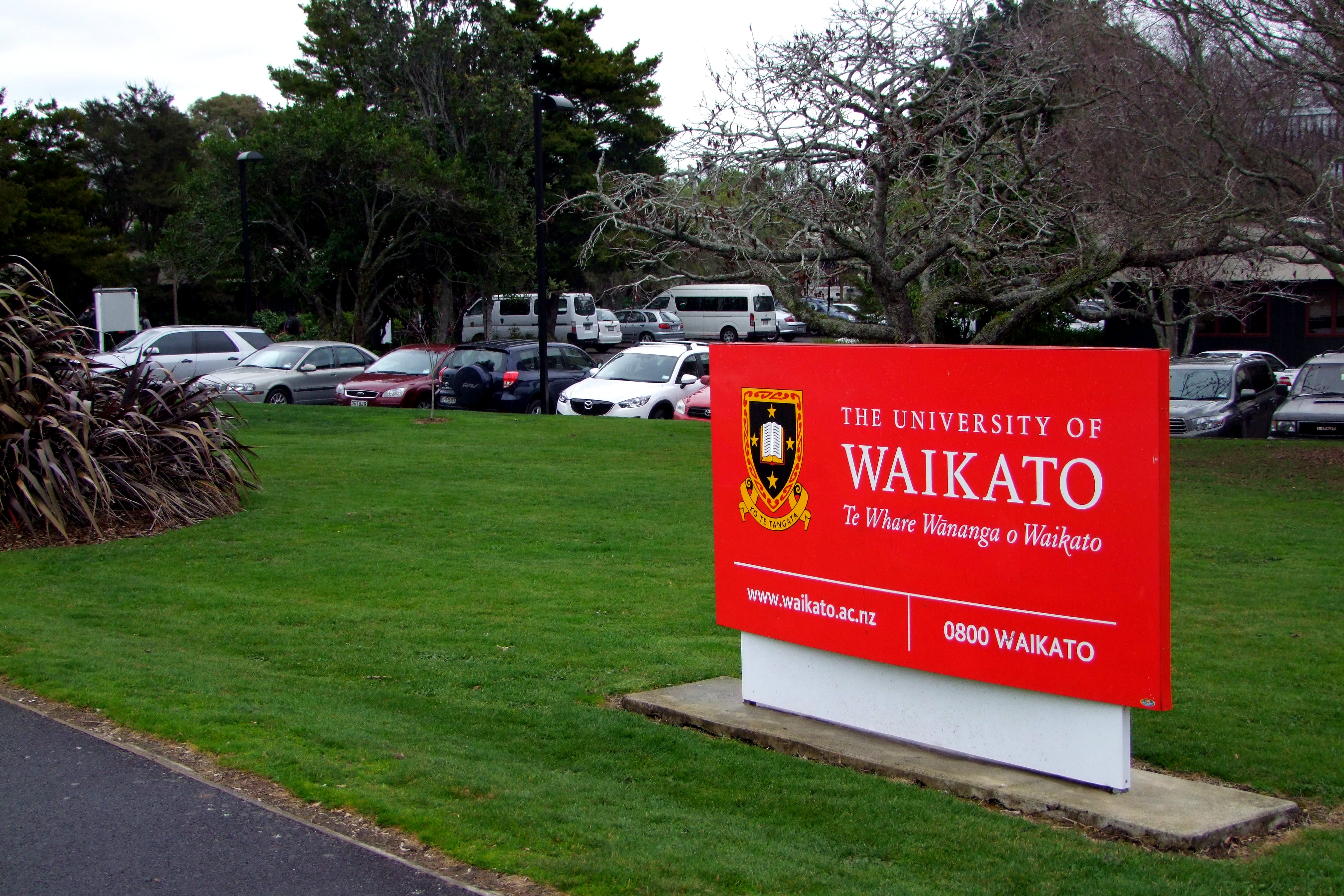
Imatge del campus de la Universitat de Waikato, on s'ha desenvolupat el conjunt de prorgames.

Greenstone és un conjunt de programes per crear i distribuir col·leccions de biblioteques digitals a Internet o en CD-ROM. És un programari lliure, multilingüe publicat sota els termes de la llicència GNU GPL. Greenstone està produïda per New Zealand Digital Library Project de la Universitat de Waikato, i ha sigut desenvolupat i distribuït en cooperació amb la UNESCO i l'ONG Human de Bèlgica.

## Usos i especificitats
Greenstone es pot fer servir per crear grans col·leccions de documents digitals en els quals es poden fer cerques. A més de disposar d'eines en línia per la construcció de bibliotques digitals, Greenstone té la interfície per a bibliotecaris de Greenstone (GLI). També s'utilitza per construir col·leccions i assignar metadades.
Per mitjà de complements seleccionats pels usuaris, Greenstone pot importar documents digitals en diferents formats, inclòs text, HTML, jpg, TIFF, MP3, PDF, vídeo i Microsft Word, entre d'altres. El text, PDF, HTML i documents similars es converteixen al format d'arxius de Greenstone (GAF) que és un format XML equivalent.

## Premis i reconeixements
Els desenvolupadors de Greenstone van rebre el Premi Namur 2005 de la International Federation for Information Processing per «contribucions a la conscienciació de les implicacions socials de les tecnologies de la informació, i la necessitat de donar una visió holístic en l'ús de tecnologies de la informació que tingui en compte les implicacions socials».